# Villaz
Villaz település Franciaországban, Haute-Savoie megyében. Lakosainak száma 3473 fő (2022. január 1.). Villaz Argonay, Dingy-Saint-Clair, Nâves-Parmelan, Annecy és Fillière községekkel határos.

## Népesség
A település népessége az elmúlt években az alábbi módon változott:
| Lakosok száma | 3213 | 3399 | 3549 | 3427 | 3387 | 3347 | 3348 | 3468 | 3473 |
|               | 2013 | 2015 | 2016 | 2017 | 2018 | 2019 | 2020 | 2021 | 2022 |